# Лясковская, Ольга Антоновна
Ольга Антоновна Лясковская (1892—1988) — советский искусствовед, автор первой в СССР монографии, посвящённой французской готике (1973).

## Биография
Родилась 24 февраля 1892 года[по какому календарю?] в семье Антона-Франца Лясковского (1852—1912); мать — Ольга Алексеевна Лясковская, урожд. Маргаритина (1867—1940).
В 1924—1962 годах была научным сотрудником Государственной Третьяковской галереи.
В 1942—1944 гг. находилась в эвакуации в Новосибирске. В этот период защитила кандидатскую диссертацию.
Написала книги о Брюллове (1940), Поленове (1946), Чистякове (1950) и Репине (1953).
В 1962 году вышла на пенсию. Продолжала работать над написанием иллюстрированных монографий и над третьим изданием книги «Илья Ефимович Репин», которое было опубликовано в 1982 году, в год её 90-летия — книга получила золотую медаль Международной выставки искусства книги в Лейпциге в 1989 году.
Умерла в июле 1988 года.

## Награды
- Орден Трудового Красного Знамени (11.05.1956) — за большие заслуги в деле пропаганды русского и советского изобразительного искусства и в связи со 100-летием со дня основания Государственной Третьяковской галереи[6].